# Bordeaux
Bordeaux (magyar kiejtése: [bordó], francia: IPA: [bɔʁdo]ⓘ, okcitán nyelven: Bordèu) délnyugat-franciaországi város, Új-Aquitania régió és Gironde megye székhelye (prefektúra), a Bordeaux-i borvidék központja. Franciaország kulturális és történelmi városa címet viseli.
Fontos egyetemi város, négy egyeteme és egyéb közép-, illetve felsőoktatási intézménye van. Főleg a 18. század óta világszerte ismert a boráról, ezenkívül az UNESCO 2007-ben felvette a Világörökség listájára a Hold kikötője (Le port de la Lune) elnevezésű városrészt. Ezzel Franciaországban (Párizs után) Bordeaux-ban van a legtöbb a Világörökség részét képező helyszín.

## Földrajza

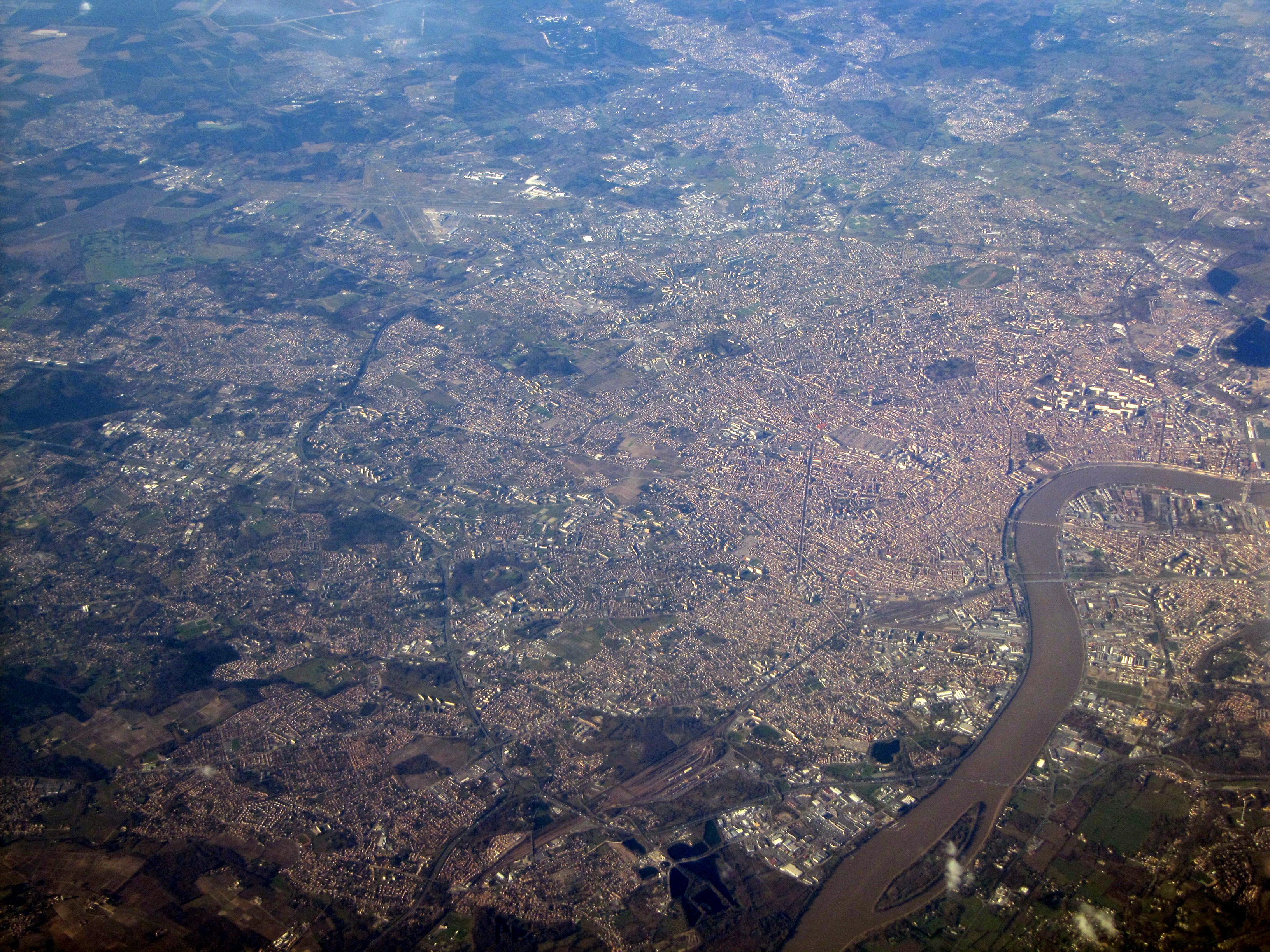
Bordeaux légi felvétele

Bordeaux az Atlanti-óceán partjaitól nem messze, Franciaország délnyugati részén fekszik. Légvonalban Párizs 489 km-re, Pau 172 km-re, Toulouse 220 km-re, Biarritz 170 km-re, San Sebastián 202 km-re és Arcachon 51 km-re fekszik tőle.
A várost a Garonne folyó szeli ketté.
Az agglomeráció gyors ütemben fejlődött, aminek egy főként nyugati irányú terjeszkedés lett az eredménye. A belvárosban fekvő Mériadeck negyed átalakítása az 1960-as, 1970-es években években folyt, amely során igyekeztek kettéválasztani a gyalogos és a gépjárműves közlekedést. Az így megépült járdák elősegítették a biztonságos közlekedést.
A 2000-es évek óta a villamoshálózat bevezetésével egyidejűleg a városközpont jelentős fejlődésen ment keresztül.
Mind földrajzát, mind pedig éghajlatát és kultúráját tekintve Bordeaux egy déli város. Az angolok uralma a középkorban, a hanzai és a németalföldi kereskedővárosokkal ápolt kapcsolata nyomott hagyott a város hangulatán. XIV. Lajos francia király korából maradt fenn az klasszikus építészet, amit a város épületein és a környező kastélyokon is megfigyelhetünk.

### Domborzata
A Garonne bal oldali partján helyezkedik el a város legnagyobb része. Korábban itt síkság, mocsaras vidék volt, amit jól bizonyít Bordeaux északi részén található Bordeaux-i tó. A néhány domb ellenére a bal oldali part átlagmagassága viszonylag alacsony. A síkság üledékből keletkezett, az altalaj főleg fövenyből áll. Az agglomeráció nyugati része a Landes homokos pusztáira épültek, ahol a talaj többnyire terméketlen, átereszti a vizet, de megtartja a meleget. Ezért bortermelésre a legalkalmasabb a terület.
A folyó jobb partja nagyon különböző, hiszen a síkságból egyenesen a mészköves fennsíkba vált át a talaj. A magasság meredeken emelkedik közel 90 méterrel. Ugyanezen a fennsíkon Bordeaux-tól körülbelül 20 kilométerre fekszenek a világszerte elismert bortermelő vidékek: Saint-Émilion, Pomerol és Fronsac. Ezek között megtalálhatjuk a világ legdrágább borait is.

### Éghajlata
Aquitania éghajlata óceáni, aminek következtében Bordeaux-ban a telek nagyon enyhék, a nyarak melegek. Évente összesen 850–950 mm és mintegy 150 esős nap jellemzi a csapadék mennyiségét és rendszerességét. 1883 júliusában történt, hogy 30 percen belül itt hullott az eddig mért legtöbb csapadék Franciaországban.
A középhőmérséklet januárban 6,4 °C, augusztusban 20,9 °C, így az évi átlag 13,3 °C. Nyáron általában 15-20 nap az, amikor a hőmérséklet átlépi a 30 °C-ot. Természetesen itt is mérhetőek kiemelkedő adatok, mint például 2003-ban, amikor a hőmérséklet elérte a 41 °C-ot. Abban az évben 12 egymást követő napon a maximum elérte, ill. meghaladta a 35 °C-os határt. Bordeaux-ban egyúttal megfigyelhető a napsütötte időszakok magas száma, ami évente meghaladja a 2000, az óceánparti térségben a 2200 órát. 1985-ben és 87-ben nagyon hidegek voltak a telek, és nagy szárazság volt 1988–1992 között. A közelmúltban 2002 és 2005 között voltak fontosabb száraz időszakok.
| Hónap                                                                     | Jan. | Feb. | Már. | Ápr. | Máj. | Jún. | Júl. | Aug. | Szep. | Okt. | Nov. | Dec. | Év   |
| ------------------------------------------------------------------------- | ---- | ---- | ---- | ---- | ---- | ---- | ---- | ---- | ----- | ---- | ---- | ---- | ---- |
| Rekord max. hőmérséklet (°C)                                              | 20,2 | 26,2 | 27,7 | 31,1 | 35,4 | 39,2 | 41,2 | 40,7 | 37,0  | 32,2 | 26,7 | 22,5 | 41,2 |
| Átlagos max. hőmérséklet (°C)                                             | 10,1 | 11,7 | 15,1 | 17,3 | 21,2 | 24,5 | 26,9 | 27,1 | 24,0  | 19,4 | 13,7 | 10,5 | 18,5 |
| Átlagos min. hőmérséklet (°C)                                             | 3,1  | 3,3  | 5,4  | 7,4  | 11,0 | 14,1 | 15,8 | 15,7 | 12,9  | 10,4 | 6,1  | 3,8  | 9,1  |
| Átl. csapadékmennyiség (mm)                                               | 87   | 72   | 65   | 78   | 80   | 62   | 50   | 56   | 84    | 93   | 110  | 106  | 944  |
| Havi napsütéses órák száma                                                | 96   | 115  | 170  | 182  | 217  | 239  | 249  | 242  | 203   | 147  | 94   | 82   | 2036 |
| Forrás: Météo France , Infoclimat.fr (humidity and snowy days, 1961–1990) |      |      |      |      |      |      |      |      |       |      |      |      |      |

## Közlekedési hálózata
Kikötőjét tengeri hajók is megközelíthetik, ám a többségük már az óceánhoz közelebb, Le Verdon-sur-Mernél megáll. Az itteni Aquitania híd (Pont d'Aquitaine) a Garonne legalsó hídja; ez alatt a folyón már csak komppal lehet átkelni.

### Autóút
Bordeaux egy fontos közlekedési csomópont az Atlanti-óceán partján, ami szinte kötelezővé teszi az áthaladást, ha Párizsból ill. Észak-Európából Spanyolország atlanti partvidékei felé szeretnének az autósok eljutni. Párizzsal az A10-es autópálya, Périgueux-vel, Limoges-zsal, Brive-la-Gaillarde-dal és Clermont-Ferrand-nal az A89-es autópálya, Toulouse-zal az A62-es autópálya és Spanyolországgal az A63-as autópálya köti össze.
Bordeaux továbbá rendelkezik egy körgyűrűvel is (A630-as körgyűrű), ami gyakran telített nyáron, a nyaralásra indulások és az ingázások idején. 45 kilométeres hosszúságával a bordeaux-i körgyűrű a leghosszabb Franciaország területén. Nyomvonalának nyugati oldalán 2x2, míg keleti oldalán 2x3 sávos autópályáról van szó. Jelenleg is folynak a munkálatok a nyugati oldalnak a kiszélesítésén. Több mint harminc kijelző tájékoztatja az autósokat a menetidőkről attól függően, hogy merre szeretnének hajtani, illetve közli a dugókat és a baleseteket is. Használati díja nincs az útnak, a maximálisan megengedett sebesség 90 km/h, a tehergépjárművek számára 80 km/h.
A belvárosban kisebb-nagyobb utcák, utak és sugárutak találhatók.
A bordeaux-i lakosság évszázadokon keresztül azért nem építtetett állandó hidat a Garonne folyó fölé, hogy a természet segítségével megakadályozza az ellenséget a városba történő benyomulástól. Az 1821-ben megépült Kőhíd (Le pont de pierre) volt az első állandó híd a város életében, amit 1860-ban az Eiffel-palló (Passerelle Eiffel) követett. Ezután több mint száz évet kellett várni a harmadik, 1965-ben megépülő Szent János-hídra (Pont Saint Jean), majd a negyedik, 1967-ben felhúzott Aqutiania-hídra (Pont d'Aquitane). 1993-ban építették a François Mitterand-hidat (Pont de François Mitterand), hogy összekössék a Bordeaux-t megkerülő körgyűrűt.

### Vasút
A vasút 1841-ben jelent meg Bordeaux-ban, amikor megnyitották a Bordeaux-La Teste-de-Buch vonalat. Megépítették a város első pályaudvarát is (Bordeaux-Ségur). Ez a pályaudvar később egy laktanya szerepét vette át, ma a rue de Pessac szintjén található.
1852-ben a Párizs-Orléans-i Társaság megnyitotta a vonalat Bordeaux és Angoulême közt, aminek köszönhetően a várost sikerült összekötni a fővárossal. Akkoriban a vonatok a Bordeaux-Orléans pályaudvarról indultak, ami a Garonne jobb oldali partján volt található. 1853-ban a korábbi Bordeaux-La Teste Vasúttársaságot felvásárolta a Midi Vasúttársaság. 1855-ben a Bordeaux-Ségur pályaudvart lebontották, és a Bordeaux-Saint-Jean pályaudvarral helyettesítették. Így már két fontos pályaudvar volt a városban, amit két különböző vasúttársaság irányított. A helyzetet az a tény magyarázza, hogy nem létezett vasúti híd, ami összekötötte volna a két városrészt. A Párizsból Aquitania déli részébe tartó utasoknak le kellett szállniuk a Bordeaux-Orléans pályaudvaron, hogy átkelve a Garonne felett felszálljanak a Saint-Jean pályaudvarról induló vonatokra. A vasút számára Gustave Eiffel és Paul Régnauld tervezte meg a folyót átszelő pallót. Azonban továbbra is a Paris-Orléans Társaság által birtokolt Bordeaux-Orléans pályaudvar maradt a Clermont-Ferrand, Lyon, Párizs felé tartó vonal feje. 1898-ban építették meg a mai Saint-Jean pályaudvart, aminek kifejezetten az volt a célja, hogy minél több utast fogadjanak. A Bordeaux-Orléans pályaudvar ezzel egyidejűleg kezdte elveszíteni a fontosságát, majd a két vasúttársaság 1934-es összeolvasztása, és az SNCF 1938-as megalapítása után idővel megszűnt. Ma moziként működik.
Bordeaux napjainkban egy fontos vasúti csomópont Párizs és Spanyolország között. Bordeaux főpályaudvara (a Saint-Jean pályaudvar) számos TGV járat célpontja. Ilyenek például a Bordeaux-t Paris-Montparnasse-szal, Toulouse-zal, Irunnal, Dax-szal, Hendaye-jel, Pau-val összekötő TGV vonalak. Létezik továbbá Nantes, Périgueux, Mont-de-Marsan, Limoges, Lyon, Clermont-Ferrand és Moustier-Ventadour felé irányuló vonalak is.

### Légi közlekedés
Bordeaux reptere Mérignacban, a városközponttól mintegy 10 kilométerre található. Évente 3 millió utas fordul meg a reptéren, ezzel Franciaország 5. legnagyobb regionális reptere. Több mint 140 járat köti össze Bordeaux-t a világ 60 városával.
A reptér a körgyűrűről a 11b kijárat felől közelíthető meg, de tömegközlekedési összeköttetésben is áll a városközponttal (közvetlen Jet'Bus, ill. az 1-es számú buszjárat).

### Tömegközlekedés
A városban 2003 óta, 45 év kihagyás után ismét villamos is közlekedik.

## Történet

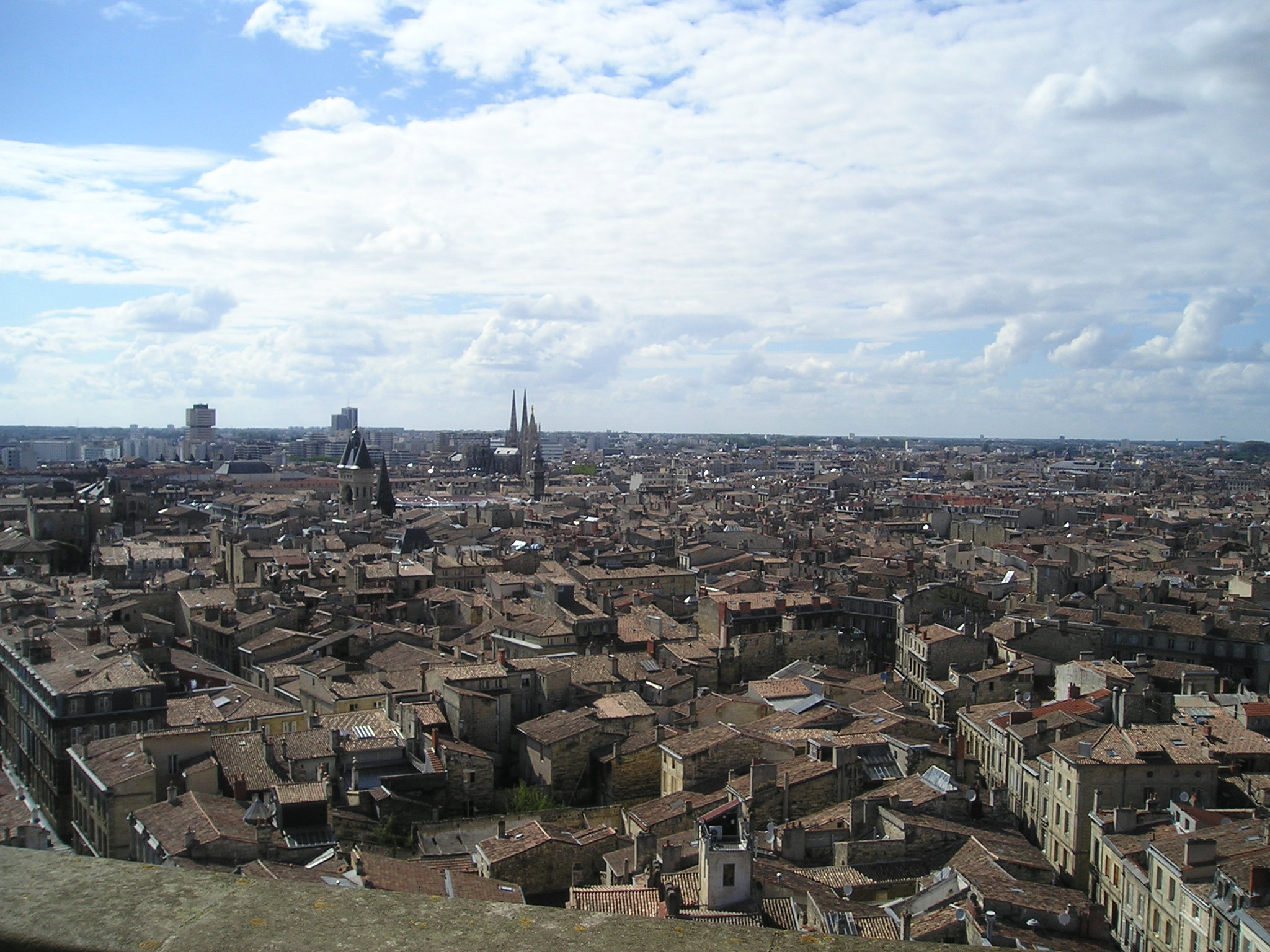
Bordeaux óvárosa

A kelta biturigek alapították a Kr. e. III. században. Ókori latin neve Burdigala vagy Burdigalia volt, mely valószínűleg baszk–aquitán eredetű.
A város jelentősége akkor kezdett növekedni, amikor a terület a Római Birodalom része lett. A rómaiak a Kr. e. II. században Aquitania provincia székhelyévé tették. A 4. század elején már biztosan püspöki székhely volt: első ismert püspöke egy bizonyos Orientalis, aki 314-ben vett részt az arles-i regionális zsinaton.
413-ban a nyugati gótok foglalták el.
507-ben a frankok foglalták el. A félfüggetlen Aquitaniai Hercegség létrejötte után jelentősége átmenetileg csökkent, de föltehetőleg a 600-as években érseki székhellyé vált; a Bordeaux-i főegyházmegye a Hercegség déli és (valószínűleg) a Baszk Hercegség nyugati részének püspökségeit fogta össze. A várostól nem messze épült Garnomo erőd a 7. század közepén már biztosan állt. A közeli Blaye-ben épült gall oppidumról, a Blavia Santorumról 735-ben írnak először.
Nagy Odo akvitán herceg a 720-as években (a mór fenyegetés elől) Toulouse-ból ide költöztette a hercegség fővárosát. 732-ben Andalusz kormányzója, a frank krónikákban al-Gafiqi néven említett Abd ar-Rahmán ibn Abdalláh a kormányzó átkelt a Pireneusokon és feldúlta Baszkföldet. Odo Bordeaux-tól nem messze felvette a harcot a támadókkal, de a Garonne menti csatában vereséget szenvedett. Ezután a mórok kifosztották a várost.
A 12.-től a 15. századig a város az angol királyok birtoka volt, ez az időszak újabb fellendülést jelentett számára. Egyetemét 1441-ben alapították.
A százéves háborúban mint az angolok kezén lévő hídfőállás fontos szerepet játszott. A francia csapatok 1443-ban megostromolták, de véglegesen csak 1453-ban került francia kézre. Ezután épült a város feletti francia királyi uralom biztosítása érdekében a település mellé két erődítmény: a város északi részén a Château de la Trompette, nyugati oldalán pedig a Château du Hâ.
A város kiváltságait XI. Lajos király (1461–1483) adta vissza. A 16–17. században Bordeaux a francia humanizmus egyik központja volt (a filozófus Michel de Montaigne-t a város polgármesterévé is választották). Ugyanakkor hatással voltak rá a dél-francia területeken dúló vallásháborúk, valamint gazdasági szempontól a borexport csökkenése. A 18. században a meginduló transzatlanti tengeri kereskedelem újabb fellendülést hozott Bordeaux-nak mint kikötővárosnak.
A francia forradalom alatt a város a girondisták fő fészke volt. Amikor ők a jakobinus puccs következtében befolyásukat elvesztették, Robespierre uralma alatt a terror idején mintegy 300 "bordelais-t" (bordeaux-i lakost) fejeztek le guillotine-nal. Napóleon alatt a kontinentális zárlat nagy csapást jelentett a tengeri kereskedelemből élő városra. A császárság idején a helység a royalista párt híve lett. 1871. február 12-én, mivel a porosz csapatok megszállták Párizst, Bordeaux-ban ült össze az újonnan választott francia Nemzetgyűlés.
Az I. és II. világháború idején hasonlóképpen Bordeaux volt a francia kormány ideiglenes székhelye addig, amíg Párizst idegen (német) csapatok tartották megszállva. 1940 és 1944 között viszont Bordeaux-ot is hatalmukban tartották a németek, akik hadászatilag fontos tengeralattjáró-bázist telepítettek ide. Ennek ellenére a város lényegében rombolás nélkül vészelte át a háborút, miközben a francia ellenállás egyik fészke volt.

## Demográfia
| Lakosok száma | 30 000 | 20 000 | 111 000 | 266 662 | 210 336 | 232 260 | 249 712 | 254 436 | 259 809 | 265 328 |
|               | 1350   | 1420   | 1790    | 1968    | 1990    | 2006    | 2015    | 2017    | 2020    | 2022    |

## Látnivalók, nevezetességek
A Szent Mihály-torony Dél-Franciaország legmagasabb építménye: 109 méterig szökkennek fel falai, gótikus kőcsipkéi, 5 méteres kereszt van a tetején. A cours Victor Hugo elején áll az 1755-ben épült Burgundiai-kapu. A Szent Kereszt-templom kapuzatának primitív szobrászi dísze önmagában is megragadó.
A Szent András-katedrálist még román stílusban kezdték építeni, később az észak-franciaországi gótika jegyében folytatták. Külön áll a katedrális harangtornya: tour Pey-Berlandnak hívják, az érsek neve után, aki 1440 és 1446 között emeltette.
Bordeaux nevét szerte a világon elsősorban a bordói borokról ismerik; a város a róla elnevezett Bordeaux-i borvidék központja.

## Oktatás
- EPITECH
- ESME Sudria
- Egyetem Bordeaux I
- Kedge Business School

## Hírességek
- II. Richárd angol király
- II. Gaston János candale-i gróf, Candale-i Anna magyar királyné édesapja Bordeaux-ban az Ágoston-rendiek kolostorában van eltemetve
- Candale-i János bordeaux-i érsek, Candale-i Anna magyar királyné bátyja
- Itt született 1808-ban Narcisse Virgilio Díaz de la Peña spanyol származású francia festő.

## Testvérvárosok
- Anglia – Bristol
- Peru – Lima
- Kanada – Québec
- Németország – München
- Egyesült Államok – Los Angeles
- Portugália – Porto
- Japán – Fukuoka
- Spanyolország – Madrid
- Izrael – Asdód
- Marokkó – Casablanca
- Kína – Vuhan
- Algéria – Orán
- Azerbajdzsán – Baku